# صفحه‌کلید استاندارد فارسی (مایکروسافت)
صفحه‌کلید استاندارد فارسی (به انگلیسی: Persian (standard)) جانمائی صفحه کلید فارسی پیش‌فرض در ویندوز ۸ و ویندوز ۸٫۱ است که توسط شرکت مایکروسافت برپایه ایزیری ۹۱۴۷ تنظیم شده‌است. مشاهدهٔ این جانمائی در وبسایت مایکروسافت.

## تاریخچه
شرکت مایکروسافت برای ویندوز تا نسخهٔ ۷ از صفحه کلید پیش‌فرض ویندوز-۱۲۵۶ استفاده می‌کرد که با استانداردهای تدوین شده توسط اداره استاندارد ایران تفاوت‌های بسیاری داشت و تعدادی از نویسه‌های فارسی را به صورت مستقیم پشتیبانی نمی‌کرد.
در صورتی که کاربران ویندوز نسخه‌های پیش از  ویندوز ۷، زبان فارسی را به عنوان زبان مورد استفادهٔ برنامه‌هایی که از یونی‌کد پشتیبانی نمی‌کنند انتخاب نمایند، ویندوز به صورت خودکار از کدپیچ ۱۲۵۶ به عنوان کدپیچ پیش‌فرض استفاده خواهد کرد. اما این کدپیج برخی نویسه‌های فارسی از جمله حرف «ی» (U+06cc) فارسی را شامل نمی‌شود و مطابق جدول بهترین تقریب یونی‌کد، آن را به «ی» (یای عربی با کد U+064a) تبدیل می‌کند.

## تفاوت‌ها با ایزیری ۹۱۴۷
این استاندارد تفاوت‌های جزئی با ایزیری ۹۱۴۷ دارد از جمله:
- در صفحه کلید استاندارد فارسی شرکت مایکروسافت از AltGr (دگرساز راست) برخلاف ایزیری ۹۱۴۷ پشتیبانی نمی‌شود.
- خروجی دکمهٔ shift+X (تبدیل + ط) و Shift+`‎ (تبدیل + اتصال مجازی) در صفحه کلید استاندارد فارسی Persian (standard) با ایزیری ۹۱۴۷ تفاوت دارد.